# Heinrich Husmann
Heinrich Husmann   (Colònia i Sülz, 16 de desembre de 1908 - àrea metropolitana de Brussel·les i Göttingen, 8 de novembre de 1983) va ser un musicòleg i professor universitari alemany.

## Biografia
Va ser alumne de Friedrich Ludwig a Göttingen i de Johannes Wolf, Arnold Schering, Friedrich Blume i Erich Moritz von Hornbostel a Berlín, on es doctorà amb una tesi sobre l'Escola de Notre-Dame. Al mateix temps estudià matemàtiques, filosofia i psicologia, francès i llatí medieval. El 1933 esdevingué professor adjunt de l’Institut de Musicologia de la Universitat de Leipzig, del qual posteriorment fou nomenat director (1944). Durant la seva assistència a Leipzig del 1933 al 1939, va tenir cura de la col·lecció d'instruments del Grassimuseum. L'1 de maig de 1937 es va unir al Partit Nacionalsocialista Alemany dels Treballadors (NSDAP).
En acabar la segona guerra mundial, treballà en diferents universitats alemanyes i nord-americanes. El 1949 fundà l'Institut Musicològic a la Universitat d'Hamburg. El 1956 per iniciativa seva com a càtedra, ininicià la col·lecció d'instruments musicals de la Universitat de Göttingen la qual es va constituir com a col·lecció d'ensenyament i recerca el 1964.
El seu àmbit de recerca incloïa estudis etno-musicològics sobre les relacions entre les cultures de l'Orient i de l'antiguitat i les europees. Durant els darrers anys de la seva vida examinà amb detall el sistema tonal i les arrels orientals dels gèneres i estils de la música romana d'Orient. En les seves investigacions feu sempre un examen exhaustiu de les fonts d'informació, tot combinant el mètode de treball de la musicologia sistemàtica amb el de l'historiador. També realitzà una contribució important a l'estudi de la música de l'època medieval, i de la darrera etapa creativa de J.S. Bach.
Entre els seus alumnes hi havia Hans-Peter Reinecke, Tibor Kneif i Ursula Günther.